# Лапчинский, Юрий Фёдорович
Юрий (Георгий, Георг) Фёдорович Лапчи́нский (укр. Лапчинський Юрій (Георгій) Федорович; 7 января 1887, Царское Село, Санкт-Петербургская губерния, Российская империя — 13 марта 1938, Колыма, СССР) — большевистский революционер, советский государственный и политический деятель, один из лидеров украинских национал-коммунистов. Член первого Советского правительства Украины (Народного секретариата), уполномоченный Временного рабоче-крестьянского правительства Украинской Народной Республики Советов в Черниговской губернии, председатель Черниговского губернского революционного комитета, генеральный консул СССР во Львове (Польша). Жертва сталинского террора.

## Биография

### Ранние годы и революционная деятельность
Родился 7 января 1887 в Царском Селе в семье военного врача, дворянина из Псковской губернии. Отец умер от чахотки, когда сыну было всего 4 года. 
Ещё гимназистом присоединился к революционному движению, с октября 1905 — член РСДРП(б), с 1906 — активный участник профсоюзного движения (два года был секретарём профсоюза сапожников и представлял его в нелегальном Центральном бюро профсоюзов Петербурга). В 1911 окончил юридический факультет Петербургского университета. 
В 1910 и 1911 арестовывался, приговорён к ссылке. Выслан под гласный надзор полиции как ссыльнопоселенец, с 1914 отбывавший в Новогеоргиевске Херсонской губернии, с 1915 года — в Кременчуге. Занялся адвокатской практикой, руководил подпольной организацией РСДРП в городе.
После Февральской революции с марта 1917 — член комитета Кременчугской объединенной организации РСДРП. В том же году возглавил Совет рабочих и солдатских депутатов и городскую думу Кременчуга, а во время корниловского мятежа — и комитет революционной обороны города.

### Среди лидеров большевиков Украины
Одним из первых осознал необходимость объединения большевистских организаций Украины. Как делегат от кременчугских большевиков принял участие в работе Краевого (Областного) съезда РСДРП(б) в Киеве 3-5 декабря 1917, был избран его главой. Под его началом съезд создал всеукраинскую большевистскую организацию, назвав её «РСДРП — Социал-демократия Украины» (Лапчинский предлагал «РСДРП — Украинский союз коммунистов»). Был избран её Главный комитет из девяти членів, секретарём которого стал Лапчинский.
В Харькове 11-12 (24-25) декабря 1917 года на Первом Всеукраинском съезде Советов по докладу Лапчинского «О власти и государственном строе на Украине» принята резолюция о провозглашении Украины республикой Советов рабочих, солдатских и крестьянских депутатов. Лапчинского избрали членом высшего в период между съездами Советов органа государственной власти — ЦИК Советов Украины.
17 (30) декабря ЦИК утвердил состав первого Советского правительства республики — Народного секретариата. Лапчинский в должности главного писаря (управляющего делами), позже — народного секретаря социального обеспечения по совместительству, после II Всеукраинского съезда Советов в Екатеринославе в марте 1918 — народный секретаря судебных дел (юстиции). Как политический представитель Народного секретариата при командовании советскими войсками Лапчинский принял участие в походе из Харькова на Киев.
В апреле 1918 направлен в Москву, возглавил украинское отделение Народного комиссариата иностранных дел РСФСР. Участвовал в переговорах делегации Советской России с делегацией Украины.
В декабре 1918 — уполномоченный Временного рабоче-крестьянского правительства Украины в Черниговской области. В 1919 председатель Черниговского губревкома. В мае-августе Лапчинский назначен на пост секретаря ВУЦИК вместо С. В. Косиора, утвержденного членом Политбюро и секретарем ЦК КП(б)У.

### Украинский национал-коммунист
В 1919 (наряду с такими большевиками, как Василий Шахрай и Сергей Мазлах) выступил с резкой критикой ленинской программы по национальному вопросу. В 1919—1920 возглавлял в КП(б)У оппозиционную фракцию (федералистов), добивавшуюся совместно с боротьбистами образования самостоятельной украинской коммунистической партии и выступавшей за равноправные федеративные отношения между УССР и РСФСР.
В ноябре 1919 года на Гомельской партийной конференции (совещании) совместно с Павлом Поповым и Петром Слинько отстаивал идею самостоятельных украинских советского государства и компартии. В 1920—1922 — секретарь ВУЦИК, член Киевского губревкома и губкома партии.
В апреле 1920 обвинил руководство РКП(б) в установлении режима военной оккупации. Заявил, что РСФСР относится к УССР как западноевропейские империалистические государства в азиатских или африканских колониях. За это в том же году дважды исключался из КП(б)У, вступил в альтернативную ей Украинскую коммунистическую партию, став одним из её лидеров посредством кооптации в состав ЦК. Кроме того, был задержан по обвинению в «расколе партии под знаменем федерализма» и решением коллегии Харьковской губЧК отправлен в Москву с запретом возвращаться в УССР (снятым в декабре 1920).
В 1922—1923 работал представителем Украинского Красного Креста и Государственного издательства Украины за границей — в Варшаве, Берлине, Италии. Свободно владел французским языком, также знал немецкий и английский, изучал польский, итальянский, испанский.

### На государственной службе в СССР
В 1925—1926 генеральный секретарь Всесоюзного общества «Руки прочь от Китая» (Москва). Окончательно вернувшись в 1926 в УССР, был юрисконсультом Киевского губернского отделения Сельскохозяйственного банка, директором кинофабрики в Одессе. С учётом самороспуска УКП восстановил членство в КП(б)У, что дало ему возможность выступать в прессе. В 1927—1928 старший инспектор профобразования Днепропетровского окротдела народного образования.
С апреля 1928 по июль 1930 — советский генеральный консул во Львове. На этом посту активно взаимодействовал с местной украинской интеллигенцией, регулярно организовывал для неё приёмы и отдавал предпочтение представителям украиноязычной прессы перед польской. Его деятельность способствовала максимальному подъёму просоветских настроений на Галичине. С другой стороны, крайне негативно к нему относились западноукраинские националисты, ОУН готовила на него покушение, а о демонстрации 21 ноября 1929 против преследований и ареста украинских деятелей Советской Украины у здания советского консульства во Львове утверждали, что когда демонстранты выбили стекла в окнах помещения, консул Лапчинский стрелял из револьвера в воздух. Католическая «Новая Заря» 25 мая 1930 вместила заметку «Письмо советского консула во Львове», сделав особый упор на пренебрежении представителем СССР нормами дипломатического этикета. Следствием нежелательного для Кремля скандала стали кадровые изменения в львовском консульстве. 22 июля 1930 политбюро ЦК КП(б)У приняло решение об увольнении Лапчинского с должности консула во Львове.
В 1930—1931 работал в наркомате иностранных дел в Москве помощником заведующего Консульским отделом НКИД СССР. Затем вернулся в Харьков, где в 1931—1934 был заведующим Сектором, членом Президиума Госплана УССР (Государственной плановой комиссии при СНК УССР). В 1934—1935 — заведующий Киевским областным отделом коммунального хозяйства и член облисполкома.
Весной 1935 Лапчинский был отправлен в Алма-Ату на должность заместителя наркома здравоохранения Казакской АССР и главного санитарного инспектора Казахстана.

### Жертва сталинского террора
Осенью 1935 арестован и безосновательно обвинён в причастности к УВО. Обвинения не признал и сумел отклонить, однако 21 апреля 1936 Особым совещанием при НКВД СССР осужден на 5 лет спецлагерей за «незаконное хранение оружия». Наказание отбывал в Севвостлаге на территории нынешней Магаданской области. Там 8 сентября 1937 приговорён лагерной тройкой к смертной казни, расстрелян 13 марта 1938.
В 1957 реабилитирован посмертно.

## Сочинения
- Георг Лапчинський. Національна політика за десять років соціяльної революції
- Гомельское совещание. Воспоминания // Летопись революции. 1926. № 6.
- Національна політика КП(б)У та помилки її колишніх противників // Комуніст. 1926, 21–22 груд.
- Як українські робітники та селяни вперше здобували собі владу. Х., 1928.